# Reggenza di Aceh Utara
La reggenza di Aceh Utara (o, in italiano, reggenza di Aceh Settentrionale) è una reggenza (in indonesiano: kabupaten) dell'Indonesia, situata nella provincia di Aceh.
Il capoluogo della reggenza è Lhoksukon.